# Suren Szadunc
Suren Konstantinowicz Szadunc (orm. Սուրեն Կոստանդինի Շադունց, ros. Суре́н Константи́нович Шаду́нц, ur. 1898 w Cəbrayıl, zm. 21 kwietnia 1938) – radziecki polityk ormiańskiego pochodzenia, I sekretarz KC Komunistycznej Partii (bolszewików) Tadżykistanu w latach 1935-1937.
Od 1917 w SDPRR(b), w 1923 i ponownie 1928-1931 członek KC WKP(b) i naczelnik wydziału gospodarki wodnej ludowego komisariatu rolnictwa Armeńskiej SRR, później naczelnik departamentu gospodarki wodnej Zakaukaskiej FSRR, od 13 lipca 1930 do 26 stycznia 1934 członek Centralnej Komisji Kontroli WKP(b), 1931-1932 przewodniczący Środkowoazjatyckiego Zjednoczenia Bawełny, 1932-1934 sekretarz Środkowoazjatyckiego Biura KC WKP(b), 1934-1937 członek Komisji Kontroli Partyjnej przy KC WKP(b). Od 3 stycznia 1935 do 16 stycznia 1937 I sekretarz KC Komunistycznej Partii (bolszewików) Tadżykistanu, czyli faktycznie przywódca Tadżyckiej SRR. 20 grudnia 1935 odznaczony Orderem Lenina za wybitne osiągnięcia w dziedzinie rolnictwa i przekraczanie planów państwowych. 11 listopada 1937 aresztowany przez NKWD podczas czystek stalinowskich, następnie rozstrzelany.